# Nati nel 1931/Aprile
| Questa pagina contiene informazioni ricavate automaticamente dalle voci biografiche con l'ausilio del template Bio e di un bot. L'aggiornamento è periodico e automatico e ricostruisce completamente la pagina. Se manca una persona in questa lista, sei pregato di non aggiungerla, ma accertati piuttosto che la sua voce biografica contenga il template Bio e che i dati anagrafici siano correttamente compilati. Se il template Bio manca, inseriscilo tu stesso o, in alternativa, metti l'avviso {{tmp\|Bio}} che ne segnala la mancanza. Se i dati riportati sono sbagliati, correggi direttamente la voce biografica; le modifiche saranno visibili in questa lista entro pochi giorni. Per chiarimenti vedi il progetto biografie. La lista contiene solo le 152 persone che sono citate nell'enciclopedia e per le quali è stato implementato correttamente il template Bio. Pagina aggiornata al 2 ago 2025. |

- 1º aprile - Lorenza Carlassare, giurista e costituzionalista italiana († 2022)
- 1º aprile - Ita Ever, attrice estone († 2023)
- 1º aprile - Rolf Hochhuth, scrittore, drammaturgo e sceneggiatore tedesco († 2020)
- 1º aprile - Ladislav Kačáni, calciatore e allenatore di calcio cecoslovacco († 2018)
- 1º aprile - Helena Pilejczyk, pattinatrice di velocità su ghiaccio polacca († 2023)
- 1º aprile - Tanja Todorova, cestista bulgara († 2023)
- 2 aprile - Terttu Aarnivala, cestista e allenatrice di pallacanestro finlandese († 2020)
- 2 aprile - Mirella Bartolotti, politica e storica italiana († 2015)
- 2 aprile - Fabrizio Carola, architetto, designer e urbanista italiano († 2019)
- 2 aprile - Reizō Fukuhara, calciatore giapponese († 1970)
- 2 aprile - István Hevesi, pallanuotista ungherese († 2018)
- 2 aprile - Joseph Joffo, scrittore francese († 2018)
- 2 aprile - Mauro Mendonça, attore brasiliano
- 2 aprile - Jacques Miller, immunologo australiano
- 2 aprile - Alexander Tamir, pianista e compositore lituano († 2019)
- 3 aprile - Giovanni Molino, calciatore e allenatore di calcio italiano († 2024)
- 4 aprile - Catherine Tizard, politica e attivista neozelandese († 2021)
- 4 aprile - Harold Volkmer, politico statunitense († 2011)
- 5 aprile - Giuseppe Angeli, politico e imprenditore italiano († 2016)
- 5 aprile - Jack Clement, cantante e produttore discografico statunitense († 2013)
- 5 aprile - Genival Lacerda, cantante, compositore e musicista brasiliano († 2021)
- 5 aprile - Vasil Mančenko, cestista, allenatore di pallacanestro e giornalista bulgaro († 2010)
- 5 aprile - Attila Miklósházy, vescovo cattolico ungherese († 2018)
- 5 aprile - Héctor Olivera, regista cinematografico e sceneggiatore argentino
- 5 aprile - Lazar Tasić, calciatore jugoslavo († 2003)
- 6 aprile - Richard Alpert, psicologo e mistico statunitense († 2019)
- 6 aprile - Ivan Dixon, attore, produttore cinematografico e regista statunitense († 2008)
- 6 aprile - Nedo Fagni, ciclista su strada italiano († 2020)
- 6 aprile - Suchitra Sen, attrice indiana († 2014)
- 6 aprile - Umberto Trippa, lottatore italiano († 2015)
- 6 aprile - Aécio de Borba, allenatore di calcio a 5, dirigente sportivo e politico brasiliano († 2021)
- 7 aprile - Donald Barthelme, scrittore e giornalista statunitense († 1989)
- 7 aprile - Daniel Ellsberg, economista e attivista statunitense († 2023)
- 7 aprile - Ted Kotcheff, regista canadese († 2025)
- 7 aprile - Amza Pellea, attore rumeno († 1983)
- 7 aprile - Ferenc Szojka, calciatore ungherese († 2011)
- 7 aprile - Shigeki Tanaka, maratoneta giapponese († 2022)
- 8 aprile - John Gavin, attore, diplomatico e dirigente d'azienda statunitense († 2018)
- 8 aprile - Manuel Pardo Abad, cestista spagnolo († 2009)
- 8 aprile - Alfredo Zanellato, pittore e scultore italiano († 2021)
- 9 aprile - Wilma D'Eusebio, attrice e cabarettista italiana († 2008)
- 9 aprile - Leone Frollo, fumettista italiano († 2018)
- 9 aprile - Heisuke Hironaka, matematico giapponese
- 9 aprile - Jan Klaassens, calciatore olandese († 1983)
- 9 aprile - Tom Phillis, pilota motociclistico australiano († 1962)
- 9 aprile - Massimo Sarchielli, attore cinematografico e mimo italiano († 2010)
- 10 aprile - James Lee Dozier, generale statunitense
- 10 aprile - René Follet, fumettista belga († 2020)
- 10 aprile - Gérald Forton, illustratore francese († 2012)
- 10 aprile - Paul Halla, calciatore austriaco († 2005)
- 10 aprile - Mario Tesconi, calciatore italiano († 2022)
- 11 aprile - Giacomo Augello, politico italiano († 1997)
- 11 aprile - Luís Cabral, politico guineense († 2009)
- 11 aprile - Nelly Kaplan, regista e scrittrice argentina († 2020)
- 11 aprile - Ove Ødegaard, calciatore norvegese († 1964)
- 11 aprile - Luigi Robotti, calciatore italiano († 2017)
- 11 aprile - Sergio Sebastiani, cardinale e arcivescovo cattolico italiano († 2024)
- 11 aprile - Johnny Sheffield, attore statunitense († 2010)
- 11 aprile - Kōichi Sugiyama, compositore giapponese († 2021)
- 12 aprile - Chico Anysio, attore, showman e umorista brasiliano († 2012)
- 12 aprile - Pietro Gambolato, politico italiano († 2020)
- 12 aprile - Michel Grandjean, pattinatore artistico su ghiaccio svizzero († 2010)
- 12 aprile - Pat Stanley, attrice e cantante statunitense
- 13 aprile - Anita Cerquetti, soprano italiano († 2014)
- 13 aprile - Michel Deville, regista francese († 2023)
- 13 aprile - Robert Enrico, regista e sceneggiatore francese († 2001)
- 13 aprile - Dan Gurney, pilota automobilistico statunitense († 2018)
- 13 aprile - Emam-Ali Habibi, ex lottatore iraniano
- 13 aprile - Rollen Hans, cestista statunitense († 2021)
- 13 aprile - Maria Chiara Ramorino, fisica, ex tennista e ex orientista italiana
- 14 aprile - John Clarke, attore e sceneggiatore statunitense († 2019)
- 14 aprile - Dimitǎr Dobrev, lottatore bulgaro († 2019)
- 14 aprile - Atif 'Ubayd, politico egiziano († 2014)
- 14 aprile - Vic Wilson, pilota automobilistico britannico († 2001)
- 15 aprile - Zhang Guangde, artista marziale e pedagogo cinese († 2022)
- 15 aprile - Luigi Lorenzetti, presbitero e teologo italiano († 2018)
- 15 aprile - Sally Miller Gearhart, attivista e scrittrice statunitense († 2021)
- 15 aprile - Giovanni Reale, filosofo, storico della filosofia e traduttore italiano († 2014)
- 15 aprile - Tomas Tranströmer, scrittore, poeta e traduttore svedese († 2015)
- 15 aprile - Pierre Vaneck, attore francese († 2010)
- 16 aprile - Clement Arrindell, politico nevisiano († 2011)
- 16 aprile - Julian Carroll, politico statunitense († 2023)
- 16 aprile - John Littlejohn, chitarrista statunitense († 1994)
- 16 aprile - Gaetano Novello, politico italiano († 2020)
- 16 aprile - Maurizio Pradeaux, regista e sceneggiatore italiano († 2022)
- 16 aprile - Giuseppe Secchi, calciatore italiano († 2018)
- 16 aprile - Vira Silenti, attrice italiana († 2014)
- 17 aprile - Malcolm Browne, giornalista e fotografo statunitense († 2012)
- 17 aprile - Manuel Haro, calciatore e allenatore di calcio spagnolo († 2013)
- 17 aprile - Benedito Ruy Barbosa, sceneggiatore, autore televisivo e scrittore brasiliano
- 17 aprile - Esteban Siller, doppiatore messicano († 2013)
- 17 aprile - Junpei Takiguchi, attore e doppiatore giapponese († 2011)
- 18 aprile - Natale Carlotto, politico e sindacalista italiano
- 18 aprile - Christian Klixbüll Jørgensen, chimico danese († 2001)
- 18 aprile - Klas Lestander, biatleta svedese († 2023)
- 18 aprile - Dan Olweus, psicologo e docente svedese († 2020)
- 19 aprile - Mohammad Ali, attore pakistano († 2006)
- 19 aprile - Richard C. Banks, ornitologo e zoologo statunitense († 2021)
- 19 aprile - Billy Brooks, calciatore inglese († 2016)
- 19 aprile - Minna Cammarano, pittrice italiana († 2009)
- 19 aprile - Constantin Dinulescu, calciatore rumeno († 2017)
- 19 aprile - Antonius Jan Glazemaker, arcivescovo vetero-cattolico olandese († 2018)
- 19 aprile - Jamil Gedeão, ex cestista brasiliano
- 19 aprile - Friedrich Janke, ex mezzofondista tedesco
- 19 aprile - Etheridge Knight, poeta statunitense († 1991)
- 20 aprile - Lee Hamilton, politico statunitense
- 20 aprile - Louis Pouzin, informatico francese
- 21 aprile - Gabriel de Broglie, storico, politico e diplomatico francese († 2025)
- 21 aprile - Massimo Ceccotti, giocatore di baseball, allenatore di baseball e dirigente sportivo italiano († 2007)
- 21 aprile - Laura Micheli, ex ginnasta italiana
- 21 aprile - Nick Nostro, regista italiano († 2014)
- 21 aprile - Morgan Wootten, allenatore di pallacanestro statunitense († 2020)
- 21 aprile - Ignazio Zakka I Iwas, iracheno († 2014)
- 21 aprile - Jula de Palma, cantante italiana
- 22 aprile - Claude Bancilhon, schermidore francese († 2014)
- 22 aprile - Joe Cuba, musicista statunitense († 2009)
- 22 aprile - Renato Garibaldi, politico e medico italiano († 2017)
- 23 aprile - Rolando Certa, giornalista, poeta e saggista italiano († 1987)
- 23 aprile - Chuck Feeney, imprenditore e filantropo irlandese († 2023)
- 23 aprile - Marcel Moget, ex cestista svizzero
- 23 aprile - János Sándor Petöfi, semiologo e linguista ungherese († 2013)
- 23 aprile - Francesco Zerrillo, vescovo cattolico italiano († 2022)
- 24 aprile - Anna Maria Canopi, religiosa, scrittrice e storica italiana († 2019)
- 24 aprile - Abdelhamid Kermali, calciatore e allenatore di calcio algerino († 2013)
- 24 aprile - Renée Longarini, pianista, attrice e conduttrice televisiva italiana († 2010)
- 24 aprile - Luisa Maragliano, soprano italiano
- 24 aprile - Pino Massara, musicista, compositore e produttore discografico italiano († 2013)
- 24 aprile - Henrique Melmann, pallanuotista brasiliano († 2021)
- 24 aprile - Bridget Riley, pittrice inglese
- 25 aprile - Rosario Alessandrello, ingegnere e dirigente d'azienda italiano († 2020)
- 25 aprile - Leib Groner, rabbino, mistico e religioso statunitense († 2020)
- 25 aprile - Nikolaj Kuznecov, pallanuotista sovietico († 1995)
- 26 aprile - Gerhard Herm, giornalista e scrittore tedesco († 2014)
- 26 aprile - Killer Karl Kox, wrestler statunitense († 2011)
- 26 aprile - Celso Posio, calciatore italiano († 2016)
- 27 aprile - Paolo Campanelli, pilota motociclistico italiano
- 27 aprile - Robert Donner, attore statunitense († 2006)
- 27 aprile - Krzysztof Komeda, musicista e pianista polacco († 1969)
- 27 aprile - Livio Missir di Lusignano, diplomatico e saggista italiano († 2015)
- 27 aprile - Igor' Davidovič Ojstrach, violinista sovietico († 2021)
- 28 aprile - Abramo Barosso, fumettista italiano († 2013)
- 28 aprile - Richard Gardner, psichiatra forense e scrittore statunitense († 2003)
- 28 aprile - Dumitru Macri, calciatore e allenatore di calcio rumeno († 2024)
- 28 aprile - Takashi Mizuno, ex calciatore giapponese
- 29 aprile - Frank Auerbach, pittore tedesco († 2024)
- 29 aprile - Giancarlo Del Re, giornalista e scrittore italiano († 2011)
- 29 aprile - Lonnie Donegan, cantante e chitarrista britannico († 2002)
- 29 aprile - Don Leo Jonathan, wrestler statunitense († 2018)
- 30 aprile - Adriana Asti, attrice e doppiatrice italiana († 2025)
- 30 aprile - Piero Bertolini, pedagogista italiano († 2006)
- 30 aprile - Bill Clay, politico statunitense († 2025)
- 30 aprile - Peter La Farge, cantautore e musicista statunitense († 1965)